# Хоксунд
Хоксунд (норв. Hokksund) је насељено место у Норвешкој у округу Бускеруд. Има статус града од 2002.